# Parc Tondimõisa
Le parc Tondimõisa (estonien : Tondimõisa park) est un parc situé  dans l'arrondissement de Kristiine à Tallinn en Estonie.

## Présentation
Le parc Tondimõisa, anciennement appelé parc Dunteni, est un parc situé dans la zone située entre les rues Tondi tänav, A. H. Tammsaare tee et Nõmme tee, en face du magasin Selver de Tondi.
Le parc était le parc du manoir d'été du maire Jobst Dunt au XVIIe siècle.
Parmi les propriétaires ultérieurs, il convient de mentionner le nom de l'échevin de Toompea, Hans Heinrich Falck qui a planté des milliers d'arbres dans la ville au milieu du XIXe siècle. Il planta de nombreux arbres dans la zone du manoir pour fixer les dunes de sable, dont une grande partie entourait la zone. Le parc était alors connu sous le nom de parc Dunten.
Le domaine de 4,6 hectares dispose d'une allée de tilleuls à petites feuilles et de marronniers d'Inde, de plusieurs aires de jeux pour enfants et d'un parc pour chiens.

## Transports
- Bus: 12, 13, 20, 20A, 67, 61, 28, 64, 23
- Trolleybus: 5, 26, 26A